# Edmond Moirignot
Edmond Moirignot, né le 21 octobre 1913 à Paris et mort le 27 juillet 2002 à Cachan, est un sculpteur français.